# Szalone Spady

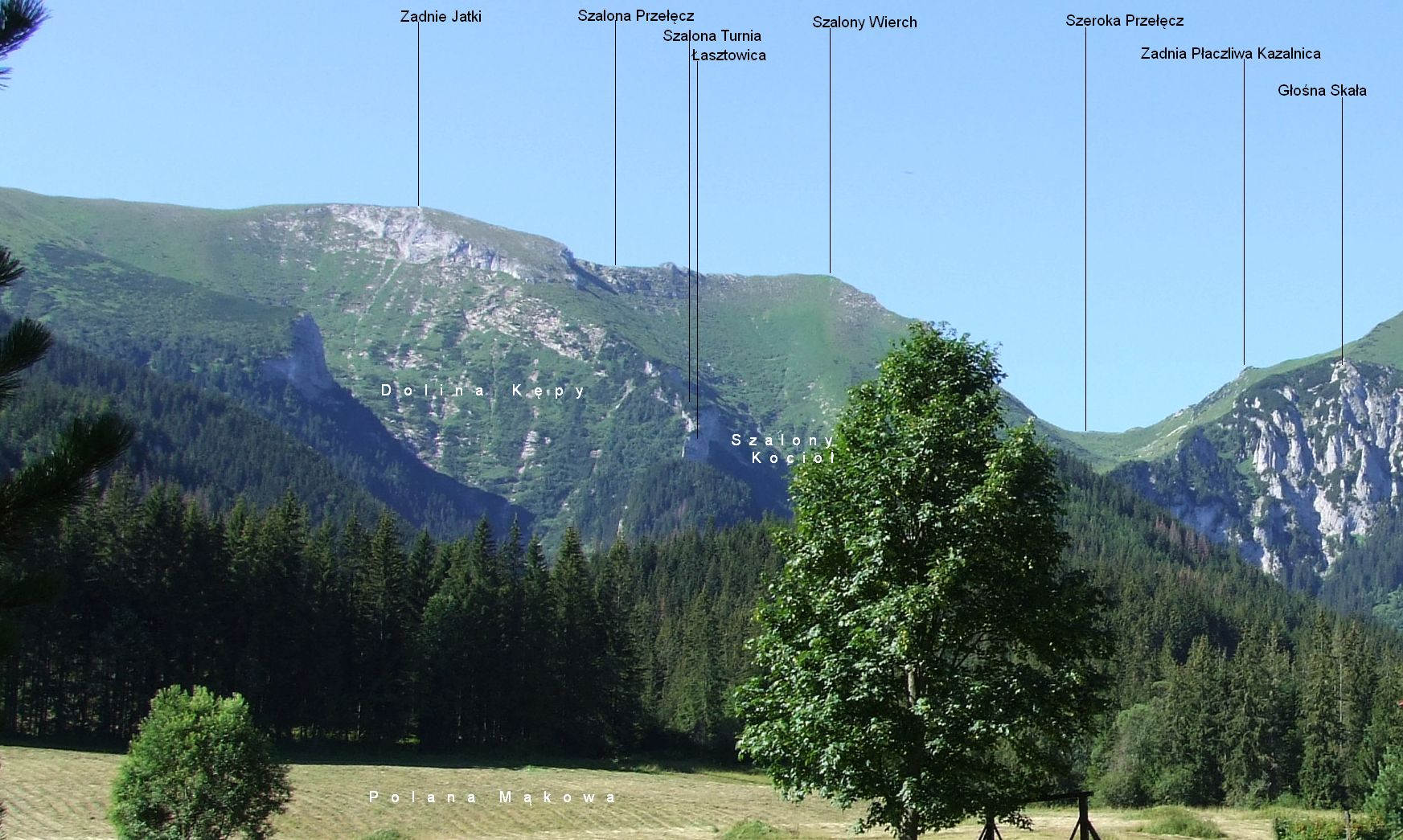
Widok z Mąkowej Polany

Szalone Spady – jeden z dwóch progów lodowcowych w Dolinie do Regli w słowackich Tatrach Bielskich (drugi to Reglane Spady). Szalone Spady to najniższa część Szalonego Kotła – kotła lodowcowego znajdującego się na północnej stronie grani głównej Tatr Bielskich pomiędzy Wielkim Szalonym Klinem i północną granią zachodniego wierzchołka Zadnich Jatek.
Szalone Spady mają wysokość około 110 m, w tym bardzo stroma ich część ma wysokość okołó 60 m. Przez ich środkową część okresowo spływa niewielki strumyk tworzący na progu wodospad Reglaną Siklawę. Zimą powstają na niej lodospady. Niewielki strumyk spływający Szalonymi Spadami łączy się ze strumykiem z Reglanych Spadów około 200 m poniżej progów, na południowym skraju Polany pod Głośną Skałą.
Nazwę wprowadził Władysław Cywiński w 5 tomie przewodnika Tatry. Przewodnik szczegółowy. Szalone Spady znajdują się na obszarze ochrony ścisłej TANAP-u i są niedostępne turystycznie.